# El gran Albert
El gran Albert (títol original: Fat Albert) és una pel·lícula estatunidenca dirigida per Joel Zwick, amb guió de Bill Cosby i estrenada el 2004. Es tracta de l'adaptació dels dibuixos animats Fat Albert and the Cosby Kids. Ha estat doblada al català

## Argument
Albert i el seu grup d'amics (els fills de Bill Cosby) porten una vida normal en paus i feliç a la seva ciutat imaginària de Filadèlfia quan un dia, una nena, Doris, plora davant dels seus dibuixos animats animats, perquè no té amics; Albert i la seva banda intervenen màgicament des de la televisió. Faran tot el possible per ajudar-la a fer nous amics, però es produeix un accident: Albert s'enamora de la germana gran de Doris; si Albert i els nois Cosby no tornen al seu món de la televisió amb el temps desapareixeran.

## Repartiment
- Kenan Thompson: Fat Albert
- Kyla Pratt: Doris
- Dania Ramirez: Lauri
- Shedrack Anderson III: Rudy
- Bill Cosby: Ell mateix